# Google播客
Google播客（英語：Google Podcasts）是Google所開發的一款播客应用程序，2018年6月18日於Android平台上首發。美國版的Google播客于2024年4月2日停止运营，播客业务并入YouTube Music。國際版的Google播客于2024年6月24日停止運營。

## 歷史
2018年9月，Google Cast被添加至Google播客中。
2019年Google I/O大会上，Google宣布Google播客在iOS、Android和Windows等平台上线。
2019年11月，Google播客開始使用Google的设计语言Material Design。
2024年4月2日，美國版的Google播客停止运营，播放播客的功能併入YouTube Music。國際版的Google播客于2024年6月24日停止運營。